# Limax
Limax ist die Typus-Gattung der Nacktschnecken-Familie der Schnegel (Limacidae) aus der Unterordnung der Landlungenschnecken (Stylommatophora). Einige der ursprünglich nur in Europa, Westasien und Nordafrika beheimateten Arten sind heute durch den Menschen weltweit verschleppt worden.

## Merkmale
Es handelt sich um mittelgroße bis große Nacktschnecken; so erreicht der Tigerschnegel (Limax maximus) eine Körperlänge von bis zu 200 mm. Der Mantel ist im Verhältnis zur Länge relativ klein und liegt in der vorderen Körperhälfte. Er weist feine konzentrische Furchen auf, deren Zentrum etwa in der Mitte des Mantelschildes liegt. Das Atemloch liegt hinter der Mitte des Mantelschildes auf der rechten Körperseite. Zwischen Atemloch und rechtem Tentakel liegt die Genitalöffnung. Der hintere Teil des Körpers ist mit einem Kiel versehen; dieser zieht sich aber nicht bis zum hinteren Rand des Mantels. Das Gehäuse ist zu einem Plättchen reduziert, das meist etwas auf die linke Körperhälfte verschoben und völlig vom Mantel umschlossen ist.
Die Arten sind unterschiedlich gefärbt und z. T. mehr oder weniger auffällig gezeichnet. Einige Arten zeigen auch eine starke innerartliche Variabilität in Färbung und Zeichnung. Im Genitalapparat überkreuzen sich Penis und Retraktormuskel des rechten Fühlers. Die Penes sind meist lang und walzenförmig, oft mehrfach die Körperlänge erreichend, z. T. auch kurz und eher kugelförmig. Der Penisretraktormuskel setzt am hinteren Teil des Organs an. Der Darm weist drei Schlingen auf, von denen die erste oder die dritte Schlinge am weitesten nach hinten reichen; einige Arten besitzen auch einen Blinddarm.

## Geographische Verbreitung und Lebensraum
Die Limax-Arten waren ursprünglich in Europa, Nordafrika und Westasien heimisch. Eine Art wurde erst vor kurzem aus Nepal beschrieben aber inzwischen sind einige (wenige) Arten fast weltweit verschleppt worden. Durch die Verschleppung mit Kulturpflanzen und Handelsgütern ist das ursprüngliche Verbreitungsgebiet mancher Arten nur noch schwer zu erschließen.
Die meisten Schnegel-Arten sind aber seltene Tiere, die hauptsächlich in naturbelassenen Landschaften, aber auch in der Kulturlandschaft, in Gärten, Parks und Kellerräumen vorkommen. Das Verbreitungsgebiet mancher Arten ist zudem eng begrenzt. Sie sind überwiegend Pilz-, Flechten-, Algen- und Aasfresser, oder sie fressen totes, seltener frisches Pflanzenmaterial. Unter den Schnegeln ist derzeit kaum eine Art bekannt, die in ihrem ursprünglichen Verbreitungsgebiet so große Populationen aufbaut, dass Nutzpflanzen geschädigt werden. In Regionen, in die sie von Menschen verschleppt wurden, können sie in Kulturen und Gärten als Neozoen größere Schäden anrichten.

## Taxonomie
Das Taxon wurde von Carl von Linné 1758 in der 10. Auflage der Systema Naturae erstmals beschrieben.
Bei einigen Arten der Gattung herrscht noch Unklarheit über Status und Verwandtschaft. Anatomische und äußere Merkmale sind für eine sichere Bestimmung meist noch unzureichend beschrieben. Häufig ist deshalb eine Genanalyse der einzige Weg, die Arten eindeutig zu unterscheiden. Auch gegenwärtig werden noch immer neue Arten aus der Gattung Limax entdeckt, speziell auf Korsika, in den Alpen und den südeuropäischen Gebirgen. Da gerade in Südeuropa viele Biotope zerstört werden, besteht die Gefahr, dass einige Arten noch vor ihrer Entdeckung durch Aussterben verloren gehen. Auch Arten mit kleinem Verbreitungsareal sind gefährdet. Auch sind inzwischen Arten, die früher sehr häufig waren und als Schädlinge wahrgenommen wurden, durch Verbesserung der Vorratshaltung und Lagerung von Lebensmitteln selten geworden.
Die meisten Autoren unterteilen die Gattung Limax in zwei oder drei Untergattungen: Limax (Limax) Lamarck, 1801 und Limax (Kasperia) Godwin-Austen, 1914 sowie Limacus, die teils als Untergattung von Limax, teils als eigenständige Gattung gewertet wird. 2008 schlugen Falkner & Niederhöfer die Untergattung Limax (Brachylimax) mit der Typusart Limax (Brachylimax) giovannellae vor.
Zur Gattung Limax (Limax) werden derzeit die folgenden Arten gerechnet:
- Limax aeolianus Giusti 1973
- Weißsohlen-Schnegel (Limax albipes Dumont & Mortillet, 1853)(unsichere Art)
- Limax alpinus Férussac, 1821 (?= L. sarnensis Heim & Nitz, 2009)
- Limax amaliae Bettoni, 1870
- Limax bielzii Seibert, 1873
- Limax bivonae Lessona & Pollonera, 1882
- Limax brandstetteri Falkner, 2008
- Limax camerani Lessona & Pollonera, 1882
- Limax canapicianus Pollonera, 1885
- Limax cephalonicus Simroth, 1886
- Limax ciminensis Pollonera, 1890
- Schwarzer Schnegel (Limax cinereoniger Wolf, 1803)
- Limax conemenosi Böttger, 1882
- Korsischer Schnegel (Limax corsicus Moquin-Tandon, 1855)
- Limax cruentus Lessona, 1880
- Limax dacampi Menegazzi, 1854
- Limax dobrogicus Grossu & Lupu, 1960
- Limax doriae Bourguignat, 1861
- Limax ecarinatus Boettger, 1881
- Limax engadinensis (Heynemann, 1863)
- Limax erythrus Bourguignat, 1864
- Limax genei Lessona & Pollonera, 1882
- Limax geographicus Ferussac, 1823
- Limax gerhardti Niethammer, 1937
- Limax giovannellae Falkner & Niederhofer, 2008
- Limax giustii Falkner & Nitz, 2010
- Limax graecus Simroth, 1889
- Limax granosus Berenguier, 1900
- Limax graziadeii Gerhardt, 1940
- Limax hemmeni Rähle, 1983
- Limax ianninii Giusti, 1971
- Limax illyricus Simroth, 1907[9]
- Limax ilvensis Falkner & Nitz, 2010
- Limax lachensis Berenguier, 1900
- Limax luctuosus Moquin-Tandon, 1855
- Limax macedonicus Hesse, 1928
- Limax martinianus Bourguignat, 1869
- Tigerschnegel (Limax maximus Linnæus, 1758)
- Limax millipunctatus Pini, 1884
- Limax monregalensis Lessona & Pollonera, 1884
- Limax montanus Leydig, 1871
- Limax perosinii Lessona & Pollonera, 1882
- Limax pironae Pini, 1876
- Limax polipunctatus Pollonera, 1888
- Limax psarus Bourguignat, 1861
- Limax punctulatus Sordelli, 1871
- Limax redii Gerhardt, 1933
- Sarner Schnegel (Limax sarnensis Heim & Nitz, 2009)(?= L. alpinus Férussac, 1823)
- Limax senensis Lessona & Pollonera, 1882
- Limax seticus Wiktor & Bössneck, 2004
- Limax sordidus Lessona & Pollonera, 1882
- Limax squamosus Berenguier, 1900
- Limax strobeli Pini, 1876
- Limax subalpinus Lessona, 1880
- Limax tschapecki Simroth, 1886
- Limax veronensis Lessona & Pollonera, 1882
- Limax vizzavonensis Falkner & Nitz, 2010
- Limax wohlberedti Simroth, 1900
- Limax wolterstorffi Simroth, 1900
- Limax zilchi Grossu & Lupu, 1960

Die Untergattung Limax (Kaspersia) enthält derzeit nur eine Art:
- Limax turkestanus Simroth, 1898.

Die Untergattung Limax (Brachylimax) Falkner & Niederhöfer, 2008 ist derzeit ebenfalls (noch) monotypisch:
- Limax giovannellae Falkner & Niederhöfer, 2008.

## Belege